# Antonio Artero Coduras
Antonio Artero Coduras (Saragossa, 30 d'abril de 1936 - Madrid, 20 de novembre de 2004) va ser un director de cinema, guionista i assagista aragonès de militància llibertària.

## Biografia
Va néixer a la presó de Torrero, on la seva mare era tancada per la seva militància política. Va estudiar a l'Escola Oficial de Cinematografia, on va realitzar la seva primera pel·lícula, Doña Rosita la soltera, sobre l'obra teatral homònima de Federico García Lorca i guió propi. Va col·laborar amb la revista Ansí, en el Club Cine Mundo i en el grup teatral La Cigarra. Participa en les Primeres Jornades Internacionals de Cinema, Sitges (Barcelona), (1967). On es demana "la creació d'un cinema independent i lliure de qualsevol estructura industrial, política o burocràtica". Va intentar portar a la pràctica les conclusions als documentals Blanco sobre blanco i Del tres al once, en els que reflexionava sobre la mateixa essència del cinema.
Va publicar en entregues La Historia del Cine que Nunca se ha Escrito a la Revista Adarga.
El 1980 va estrenar el curtmetratge Pleito a lo sol, rodat en cheso. El 1981 estrena Trágala, perro on desenvolupa el tema de la "monja de les nafres", emprant una narrativa més assequible, i, encara que s'envolta d'actors d'èxit en el moment, el seu estigma de director "maleït" impedeix que el film aconsegueixi una gran difusió. Aquest fracàs l'empentaria a treballar per TVE.

## Filmografia
- Doña Rosita la soltera (1965) curt.
- El tesoro del capitán Tornado (1967), amb Antonio Ozores
- Del Tres al Once (1968) curt.
- Blanco sobre Blanco (1969)
- Monegros (documental), (1969).
- Yo creo que... (1975), amb Juan Diego i Concha Velasco
- Olavide, documental (1976), curt per al Colegio Oficial de Arquitectos de Madrid
- Pleito a lo sol (1980), curtmetratge
- Trágala, perro (1981), Amparo Muñoz, Fernando Rey i Cecilia Roth
- Cartas desde Huesca (1993), amb Óscar Ladoire

## Guions
- Una gota de sangre para morir amando (1973), dirigida per Eloy de la Iglesia (coguionista)
- Bodas de Sangre (1981), dirigida per Carlos Saura (coguionista)